# Кубок Азии по волейболу
Кубок Азии по волейболу — соревнования для мужских и женских национальных сборных команд стран Азии, Австралии и Океании, проводимые под эгидой Азиатской конфедерации волейбола.
Первый розыгрыш Кубка Азии среди мужских и женских команд состоялся в 2008 году в Таиланде. Соревнования проводятся раз в два года по чётным годам. В нём участвуют лучшие команды (8-10) по итогам последнего Чемпионата Азии.
Турнир как среди мужчин, так и среди женщин состоит из группового этапа и плей-офф.

## Мужские соревнования
Призёры
| Год  | Место проведения                           | 1-е место                                  | 2-е место                                  | 3-е место                                  |
| ---- | ------------------------------------------ | ------------------------------------------ | ------------------------------------------ | ------------------------------------------ |
| 2008 | Накхонратчасима (Таиланд)                  | Иран                                       | Южная Корея                                | Китай                                      |
| 2010 | Урмия (Иран)                               | Иран                                       | Китай                                      | Индия                                      |
| 2012 | Виньйен (Вьетнам)                          | Китай                                      | Иран                                       | Япония                                     |
| 2014 | Алма-Ата (Казахстан)                       | Южная Корея                                | Индия                                      | Казахстан                                  |
| 2016 | Накхонратчасима (Таиланд)                  | Иран                                       | Китай                                      | Япония                                     |
| 2018 | Тайбэй (Тайвань)                           | Катар                                      | Иран                                       | Япония                                     |
| 2020 | Из-за пандемии COVID-19 турнир был отменён | Из-за пандемии COVID-19 турнир был отменён | Из-за пандемии COVID-19 турнир был отменён | Из-за пандемии COVID-19 турнир был отменён |
| 2022 | Накхонпатхом (Таиланд)                     | Китай                                      | Япония                                     | Бахрейн                                    |

## Женские соревнования
Призёры
| Год  | Место проведения                           | 1-е место                                  | 2-е место                                  | 3-е место                                  |
| ---- | ------------------------------------------ | ------------------------------------------ | ------------------------------------------ | ------------------------------------------ |
| 2008 | Накхонратчасима (Таиланд)                  | Китай                                      | Южная Корея                                | Таиланд                                    |
| 2010 | Тайцан (Китай)                             | Китай                                      | Таиланд                                    | Южная Корея                                |
| 2012 | Алма-Ата (Казахстан)                       | Таиланд                                    | Китай                                      | Казахстан                                  |
| 2014 | Шэньчжэнь (Китай)                          | Китай                                      | Южная Корея                                | Казахстан                                  |
| 2016 | Виньйен (Вьетнам)                          | Китай                                      | Казахстан                                  | Таиланд                                    |
| 2018 | Накхонратчасима (Таиланд)                  | Китай                                      | Япония                                     | Таиланд                                    |
| 2020 | Из-за пандемии COVID-19 турнир был отменён | Из-за пандемии COVID-19 турнир был отменён | Из-за пандемии COVID-19 турнир был отменён | Из-за пандемии COVID-19 турнир был отменён |
| 2022 | Пасиг (Филиппины)                          | Япония                                     | Китай                                      | Таиланд                                    |